# Justino Solari
Justino Solari (Buenos Aires, 26 de septiembre de 1836 - ¿?, 1 de junio de 1917) fue un abogado y político argentino que ejerció el cargo de gobernador del entonces Territorio Nacional de Misiones.
Si bien nació en Buenos Aires, donde se recibió de abogado, emigró y se radicó en la provincia de Corrientes, donde desarrolló su carrera política. Es bisabuelo de Hipólito Solari Yrigoyen.

## Biografía

### Infancia y juventud
Justino Solari Costa nació el 26 de septiembre de 1836 en Buenos Aires, capital de la Confederación Argentina.
Sin embargo, su familia debió trasladarse a Corrientes durante su infancia, debido al gobierno rosista que imperaba en Buenos Aires.
Una vez radicados en dicha ciudad fue en donde desarrolló gran parte de su carrera política y actuación pública. Militó en el Partido Autonomista de Corrientes, llegando a ser una destacada figura en su conducción.

### Trayectoria política en Corrientes
Ocupó desde el año 1860, cargos en la cámara Legislativa, el directorio del Banco Provincial y en la municipalidad de la capital correntina en donde fue concejal y presidente del Concejo Deliberante, y también intendente de la misma.
Fue gobernador interino de la provincia de Corrientes en 1890 y diputado nacional en tres oportunidades (1880 a 1884, 1884 a 1888 y 1892 a 1896). También enjerció el cargo de gobernador del Territorio Nacional de Misiones entre el 12 de septiembre de 1908 y el 31 de mayo de 1911. 
Impulsó la concreción de la línea férrea Ferrocarril Nordeste Argentino (actual Ferrocarril General Urquiza), logrando unir las ciudades de Buenos Aires con la de Posadas, capital de la provincia de Misiones.

### Últimas labores políticas y fallecimiento
El 7 de mayo de 1909, por medio de un decreto, propuso la creación del Escudo de Misiones, como sello oficial para el Territorio Nacional. Finalmente el doctor Justino Solari fallecería el 1º de junio de 1917.